# Szentpéterföldje
Szentpéterföldje (szlovák neve ismeretlen) egy megsemmisült falu a mai Szlovákia területén, a Nagyszombati kerületben a Dunaszerdahelyi járásban. Somorjától 16 km-re fekhetett.

## Történelme
A falu a 13. században keletkezett. A lakosok két részre osztották: Salamonfára és Szentpéterföldjére. Salamonfa egy külön község volt, de egy 14. századi összeírásban egybekerült Szentpéterföldjével. Az Illésházyak ősi lakhelye volt. Az Illésházyak birtokait a 19. században a Batthyány család örökölte. A Rákóczi- szabadságharcban elpusztult majdnem egész Illésháza és környéke. Illésháza gyorsan visszaépült, és a körülötte lévő megsemmisült falvakat hozzácsatolták (így Bélvatát, Kismagyart és Tonkházát is).
Salamonfa, Szentpéterföldje és Szerhásháza nem épült vissza, mára csak romos maradványai láthatóak.

## Nevezetességek
- Ismeretlen személy tiszteletére épült, római katolikus vagy református temploma[1]